# Era pompeiană
Era pompeiană a fost un sistem de numărare a anilor utilizat de orașele elenistice din Levant în perioada romană, în special orașele Decapolisului. 
Calendarul a numărat anii de la cucerirea regiunii în 63 î.Hr. de către Pompei. Orașele aflate în regiunea Levantului au fost independente până la cucerirea acestora de către evreii din dinastia Hasmoneilor. Romanii au restaurat auto-guvernarea cetăților, supunerea regatului Hasmonean a marcat începutul unei noi epoci pentru orașe. Unele orașe precum Philadelphia care nu au fost sub domninația hasmoneilor au adoptat acest nou sistem de numărare a anilor.
Unele orașe despre care scriitorii antici (spre exemplu, Pliniu cel Bătrân) le enumerau în Decapolis nu au utilizat era pompeiană. În special, Damascul a continuat să ia în calcul datele, folosind era seleucidă.
Mult timp după includerea Decapolisului în cadrul Imperiului Roman, în timpul perioadei bizantine, regiunea a continuat să utilizeze acest sistem de numărare a anilor, chiar și după ocuparea Siriei de către arabi în secolul al VII-lea. O biserică din Khilda, lângă Philadelphia, vechiul Amman, este inscripționată cu anul pompeian 750, sau 687 d.Hr., la câțiva ani după cucerirea musulmană.

## Date în era pompeiană
1 EP = 63 î.Hr.
63 EP = 1 î.Hr.
64 EP = 1 d.Hr.
699 EP = 636 d.Hr. (Bătălia de la Yarmuk)
2075 EP = 2012